# General Motors N
General Motors N — платформа американской корпорации General Motors для компактных и среднеразмерных автомобилей с переднеприводной компоновкой, выпускавшаяся с 1984 по 2005 год. Основана на платформе GM J-Body. Заменила платформу GM X и заменена платформой Epsilon.

## Первое поколение
Впервые платформа N  была представлена в конце 1984 года. Первые автомобили на платформе N — Pontiac Grand Am, Oldsmobile Calais и Buick Somerset. Компания General Motors позиционировала их, как модели премиум-класса по доступной цене. Автомобили оснащались 2,5-литровым четырёхцилиндровым двигателем GM Iron Duke, разработанным подразделением Pontiac Motor, или же 3,0-литровым двигателем Buick V6 с многоточечным впрыском топлива. Коробка передач — пятиступенчатая механическая или трёхступенчатая автоматическая. Изначально выпускались только двухдверные купе, а с 1986 модельного года выпускались также четырёхдверные седаны. Колёсная база автомобилей составляла 2626 мм. Задняя подвеска — с поворотной балкой, передняя — Макферсон.

### Транспортные средства
- 1985—1991 Pontiac Grand Am
- 1985—1991 Oldsmobile Calais
- 1985—1987 Buick Somerset
- 1986—1991 Buick Skylark

## Второе поколение
В 1992 модельном году модель Oldsmobile Cutlass Calais была заменена моделью Achieva.

### Транспортные средства
- 1992—1998 Pontiac Grand Am
- 1992—1998 Oldsmobile Achieva[1]
- 1992—1998 Buick Skylark

## Третье поколение (GMX130)
Подвеска автомобилей, выпускавшихся на платформе GMX130 (также известной как P-90), независимая, колёсная база — 170 дюймов (270 см).

### Транспортные средства
- 1999—2004 Oldsmobile Alero[3]
- 1999—2005 Pontiac Grand Am
- 1997—1999 Oldsmobile Cutlass
- 1997—2003 Chevrolet Malibu
- 2004—2005 Chevrolet Classic